# ユッスー・ンドゥール
ユッスー・ンドゥール（Youssou N'Dour, 1959年10月1日 - ）は、セネガルの歌手。
セネガルの伝統音楽に、さまざまな民族音楽や欧米のポップ・ミュージックのエッセンスを取り入れ、独自の音楽世界を展開している同国音楽界の大御所。セネガルの楽器ジャンベを用いた伝統音楽から、カリブ音楽やその他様々なジャンルの音楽を融合したンバラという音楽ジャンルを確立した。2004年、米国の『ローリング・ストーン』誌は、「アフリカにおいて存命する最も著名な音楽家であろう」と評した。これまで20年以上に渡り、自身のバンドシュペール・エトワール・ドゥ・ダカール (Super Étoile de Dakar) と共に活動を続けている。

## 経歴

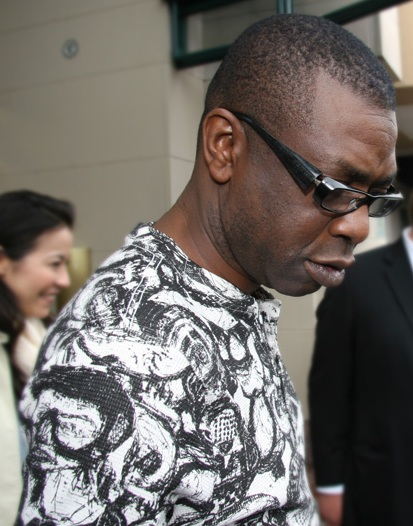
2008年、トロント国際映画祭にて

1959年にダカールで出生。西アフリカの代表的な民族であるセレール族出身で、古くから伝わる音楽や思想を伝承する「グリオ」（語り部）の家系に生まれ育った。10代から音楽活動を始め、12歳から数年間は、1970年代初頭のダカールで最も人気があったスター・バンド (Star Band) で活躍した。1979年、エトワール・ドゥ・ダカール (Étoile de Dakar) を結成。1980年頃からアフリカの隣国やフランスなどへのツアーやレコーディングを開始。1982年にシュペール・エトワール・ドゥ・ダカールを結成。1980年代に入ると、1982年に英ヴァージン・レコードと契約し、ピーター・ガブリエルと出会い、ライヴや彼のアルバム『So』（1986年）での共演を機に注目を集めるようになった。1986年にアルバム『ネルソン・マンデーラ』を発表。『ザ・ライオン』（1989年）や『セット』（1990年）はヴァージン傘下のガブリエルが関わっているリアル・ワールド・レコードからのリリースとなった。また、ポール・サイモンやスティングなど有名ミュージシャンとの共演で、世界的アーティストとしての地位を確立した。
1992年には、映画監督のスパイク・リーがソニー傘下で設立したレーベル「40エイカーズ&ア・ミュール・ミュージック・ワークス」に移籍し、『アイズ・オープン』をリリース。同アルバムは、ンドゥールにとって初めてのグラミー賞の候補作品となった。1994年に発表した『ザ・ガイド』、2000年に発表した『ジョコ』、2002年に発表した『ナッシングス・イン・ヴェイン』についてもグラミー賞の候補作品となった。
1994年、ネナ・チェリーと共演したシングル「7 Seconds」は、全仏チャート（SNEP）とスイス・チャートで第1位、全英チャート（Music Week）第3位を記録した。同曲は、MTV・ヨーロッパ・ミュージック・アワードにおいて"Best Song"（最優秀楽曲賞）を受賞している。
1998年、ワールドカップ・サッカー・フランス大会の公式アンセム「勇者たちの庭」(La Cour des Grands) を制作したほか、同年、アニメーション映画『キリクと魔女』の映画音楽を手掛け、日本でも2003年夏にスタジオジブリ配給で公開された。日本ではさらに「オブ・ラ・ディ、オブ・ラ・ダ」がホンダ・ステップワゴンのTV-CMソングや『笑う犬の発見』のオープニングテーマに起用された。
2003年、反戦の意を込め、全米ツアーをキャンセルした。2004年、アルバム『エジプト』で第47回グラミー賞のベスト・コンテンポラリー・ワールドミュージック・アルバム部門で受賞。2006年ワールドカップ・サッカー・ドイツ大会ではファイナル前イベントのプロデュースを行った。同年夏には、〈東京の夏〉音楽祭にてンドゥールとシュペール・エトワール・ドゥ・ダカールによるフルステージ日本公演が10年ぶりに開催された。2007年に発表したアルバム『ロック・ミー・ロッカ』はローリング・ストーン誌選定の2007年ベストアルバムの30位に選ばれている。
2011年11月より政治活動に専念するため音楽活動を停止し、当時のセネガル大統領アブドゥライ・ワッド批判の急先鋒に立った。自ら大統領選に立候補を申請したが署名数が足りず申請を却下され、ワッドの対立候補で元首相のマッキー・サルを支援する立場に回った。ワッドが選挙に敗れた場合には音楽活動に復帰すると発表した。結果、サルが大統領選に勝利し、ンドゥールは2012年4月にセネガルの文化観光大臣に任命された。2013年9月2日、女性首相アミナタ・トゥーレの新内閣発足時に、ンドゥールは大臣から解任された。その代わり、サル大統領から国家を宣伝する大臣格の特別顧問に任命された。
大臣をやめて音楽界に復帰したンドゥールは、2013年に音楽界のノーベル賞ことポーラー音楽賞を受賞した。2017年には7年ぶりにインターナショナル・アルバム『アフリカ Rekk』を発表すると、同年9月12日には日本の高松宮殿下記念世界文化賞を受賞した。

## 評価
スティーヴィー・ワンダー、DREAMS COME TRUEや坂本龍一の作品に参加したこともある。LIVE 8などのチャリティー企画への参加、ユニセフ親善大使としての活動など、音楽を通じて社会に関わる姿勢は「歌うジャーナリスト」とも称される。2007年には、アメリカの『タイム』誌による世界で最も影響力のある100人に選ばれた。

## ディスコグラフィ

### アルバム
| 年   | 原題                                  | 日本語題                     | 備考                                                                               |
| ---- | ------------------------------------- | ---------------------------- | ---------------------------------------------------------------------------------- |
| 1984 | Bitim Rew                             |                              |                                                                                    |
| 1986 | Nelson Mandela                        | ネルソン・マンデーラ         |                                                                                    |
| 1988 | Immigrés                              |                              |                                                                                    |
| 1989 | The Lion                              | ザ・ライオン                 |                                                                                    |
| 1990 | Set                                   | セット                       |                                                                                    |
| 1992 | Eyes Open                             | アイズ・オープン             | 第35回グラミー賞最優秀ワールドミュージック・アルバム賞ノミネート                   |
| 1994 | Guide (Wommat)                        | ザ・ガイド                   | 第37回グラミー賞最優秀ワールドミュージック・アルバム賞ノミネート                   |
| 1996 | Djamil                                |                              |                                                                                    |
| 1997 | Inedits 84-85                         |                              |                                                                                    |
| 1999 | Special Fin D'annee Plus              |                              |                                                                                    |
| 2000 | Lii                                   |                              |                                                                                    |
| 2000 | Joko: The Link                        | ジョコ                       | 第43回グラミー賞最優秀ワールドミュージック・アルバム賞ノミネート                   |
| 2000 | Rewmi                                 |                              |                                                                                    |
| 2000 | Le Grand Bal                          |                              |                                                                                    |
| 2000 | St. Louis                             |                              |                                                                                    |
| 2001 | Le Grand Bal a Bercy                  |                              |                                                                                    |
| 2002 | Ba Tay                                |                              |                                                                                    |
| 2002 | Nothing's In Vain                     | ナッシングス・イン・ヴェイン | 第45回グラミー賞最優秀コンテンポラリー・ワールドミュージック・アルバム賞ノミネート |
| 2002 | Youssou N'Dour and His Friends        |                              |                                                                                    |
| 2004 | Kirikou                               | キリクと魔女                 |                                                                                    |
| 2004 | Egypt                                 | エジプト                     | 第46回グラミー賞最優秀コンテンポラリー・ワールドミュージック・アルバム賞受賞       |
| 2007 | Rokku Mi Rokka                        | ロック・ミー・ロッカ         | ローリング・ストーン誌選定の2007年ベスト50アルバム30位                             |
| 2009 | Special Fin D'annee : Salegne-Salegne |                              |                                                                                    |
| 2010 | Dakar - Kingston                      |                              |                                                                                    |
| 2011 | Mbalakh Dafay Wakh                    |                              |                                                                                    |
| 2014 | Fatteliku                             |                              |                                                                                    |
| 2016 | #Senegaal Rek                         |                              |                                                                                    |
| 2016 | Africa Rekk                           | アフリカ Rekk                |                                                                                    |
| 2017 | Seeni Valeurs                         |                              |                                                                                    |

### ベスト盤
| 年   | 原題                                               | 日本語題                                                           | 備考 |
| ---- | -------------------------------------------------- | ------------------------------------------------------------------ | ---- |
| 1995 | The Best of Youssou N'Dour                         | ベスト                                                             |      |
| 1997 | Immigrés/Bitim Rew                                 | イミグレ                                                           |      |
| 1998 | Best of the 80's                                   | ベスト・オブ80's                                                   |      |
| 1998 | Hey You: The Essential Collection 1988–1990        |                                                                    |      |
| 2001 | Birth of a Star                                    |                                                                    |      |
| 2002 | Rough Guide to Youssou N'Dour & Etoile de Dakar    | ラフ・ガイド・トゥ ユッスー・ンドゥール&エトワール・ドゥ・ダカール |      |
| 2004 | 7 Seconds: The Best of Youssou N'Dour (Remastered) | 7セカンズ:ベスト・オブ・ユッスー・ンドゥール                       |      |

### シングル
| 年   | タイトル           | 順位       | 順位              | 順位                         | 順位        | 順位        | 順位        | 順位        | アルバム                                                                 |
| 年   | タイトル           | 米 Hot 100 | 米 モダン・ロック | 米 メインストリーム・ ロック | 英 シングル | 欧 シングル | 仏 シングル | 独 シングル | アルバム                                                                 |
| ---- | ------------------ | ---------- | ----------------- | ---------------------------- | ----------- | ----------- | ----------- | ----------- | ------------------------------------------------------------------------ |
| 1989 | "Shaking the Tree" | -          | # 9               | -                            | -           | -           | -           | -           | 『ザ・ライオン』より。                                                   |
| 1994 | "7 Seconds"        | #98        | -                 | -                            | # 3         | # 8         | -           | -           | ネナ・チェリーとのデュエット。                                           |
| 2002 | "So Many Men"      | -          | -                 | -                            | -           | -           | # 15        | -           | 『ナッシングス・イン・ヴェイン』より。パスカル・オビスポとのデュエット。 |